# 国産ひな娘
『国産ひな娘』(こくさんひなむすめ)は1999年（平成11年）4月7日から1999年（平成11年）9月29日までテレビ東京系「Gパラダイス」枠(23:55-24:35)で放送されていた一話完結オムニバス形式のテレビドラマ。
1999年（平成11年）3月まで放送されていたフジテレビ系バラエティ番組『アイドルハイスクール 芸能女学館』に出演していたメンバーの殆どが異動し、製作された。

## ひな娘メンバー
- 三浦絵理子（みうら えりこ、1980年9月28日 - ）埼玉県出身
- 沖弥生（おき やよい、1981年2月6日 - ）長崎県出身
- 佐藤千寿子（さとう ちずこ、1982年2月4日 - 2012年）埼玉県出身
- 折田みゆき（おりた みゆき、1982年9月18日 - ）鹿児島県出身
- 橋本真実（はしもと まみ、1984年1月30日 - ）東京都出身 （テンカラット所属）
- 国仲涼子（くになか りょうこ、1979年6月9日 - ）沖縄県出身 （ヴィジョンファクトリー所属）
- 八木沼真由子（やぎぬま まゆこ、1979年9月15日 - ）東京都出身
- 菅原禄弥（すがわら としみ、1980年8月21日 - ）千葉県出身 （元ぱれっと所属）
- 坂本三佳（さかもと みか、1980年9月13日 - ）神奈川県出身
- 遠藤まみ（えんどう まみ、1981年12月25日 - ）埼玉県出身
- 山田愛子（やまだ あいこ、1982年5月26日 - ）神奈川県出身
- 村田洋子（むらた ようこ、1982年7月16日 - ）千葉県出身 （アクターズエージェンシー所属）
- 安田良子（やすだ りょうこ、1984年3月28日 - ）東京都出身 （JVCエンタテインメント・ネットワークス所属）
- 松田一沙（まつだ かずさ、1982年4月3日 - ）東京都出身 （スリーアローズエンターテイメント所属）

## エピソードタイトル

### File1 「戦争だ！ C,est la guerre!」
1999年4月7日
- 出演　三浦絵理子　佐藤千寿子　沖弥生　菅原禄弥　・　村田洋子　遠藤まみ　山田愛子　／　斎藤洋介
- 脚本　石川雅也　　脚色　根田真児
- 演出　新城毅彦

### File2 「親友スイッチ」
1999年4月14日
- 出演　坂本三佳　菅原禄弥　・　遠藤まみ　八木沼真由子　山田愛子　／　弓削智久
- 脚本　磯野若芽　　脚色　根田真児
- 演出　戸田直秀

### File3 「PM3:33」
1999年4月21日
- 出演　橋本真実　・　国仲涼子　山田愛子　折田みゆき　村田洋子　八木沼真由子
- 脚本　大良美波子　　脚色　根田真児
- 演出　里内英司

### File4 「絶体絶命」
1999年4月28日
- 出演　沖弥生 坂本三佳 折田みゆき 佐藤千寿子 三浦絵理子
- 脚本　金井寛
- 演出　新城毅彦

### File5 「恋のぼり」
1999年5月5日
- 出演　村田洋子　八木沼真由子　・　菅原禄弥　安田良子　松田一沙
- 脚本　大良美波子　　脚色　根田真児
- 演出　戸田直秀

### File6 「合コン承ります」
1999年5月12日
- 出演　国仲涼子　安田良子　・　折田みゆき　山田愛子　佐藤千寿子　三浦絵理子　松田一沙　遠藤まみ
- 脚本　磯野若芽　　脚色　根田真児
- 演出　里内英司

### File7 「お嬢様VSヨゴレ 仁義なき戦い」
1999年5月19日
- 出演　山田愛子　坂本三佳　松田一沙　・　三浦絵理子　国仲涼子　菅原禄弥
- 脚本　金井寛　　脚色　根田真児
- 演出　戸田直秀

### File8 「アウトサイダー」
1999年5月26日
- 出演　松田一沙　・　菅原禄弥　八木沼真由子　村田洋子　坂本三佳　安田良子
- 脚本　石川雅也　　脚色　根田真児
- 演出　里内英司

### File9 「High School ワイドショー 〜真実求めてどこまでも〜」
1999年6月2日　（MISSIONスペシャル！！）
- 出演　橋本真実　・　沖弥生　折田みゆき　佐藤千寿子　三浦絵理子　村田洋子　／　忍成修吾
- 脚本　鬼海正秀　　脚色　根田真児
- 演出　戸田直秀

### File10 「ネオ・サスペンス 篭の鳥」
1999年6月9日
- 出演　坂本三佳　・　遠藤まみ　八木沼真由子
- 脚本　根田真児
- 演出　桜庭信一

### File11 「噂の究極ダイエット」
1999年6月16日
- 出演　折田みゆき　・　沖弥生　橋本真実　三浦絵理子　佐藤千寿子　八木沼真由子　山田愛子
- 脚本　大良美波子　　脚色　根田真児
- 演出　里内英司

### File12 「浮気調査しちゃうぞ！」
1999年6月23日
- 出演　菅原禄弥　・　八木沼真由子　松田一沙　安田良子　遠藤まみ　山田愛子　／　黄川田将也
- 脚本　金井寛　　脚色　根田真児
- 演出　戸田直秀

### File13 「人違いです！ 真実とMAMI」
1999年6月30日
- 出演　橋本真実　・　三浦絵理子　／　木村祐一　住田隆
- 脚本　根田真児
- 演出　舘野和彦

### File14 「ドラマでわかる正しい日本語」
1999年7月7日
- 出演　三浦絵理子
- 脚本　金井寛　　脚色　根田真児
- 演出　里内英司

### File15 「キャンセル待ち」
1999年7月14日
- 出演　坂本三佳　・　村田洋子
- 脚本　大良美波子　　脚色　根田真児
- 演出　戸田直秀

### File16 「ドラマで分わかるオトシのテクニック」
1999年7月21日
- 出演　松田一沙　・　菅原禄弥　山田愛子　国仲涼子　／　イジリー岡田　郷田ほづみ
- 脚本　金井寛　　脚色　根田真児
- 演出　舘野和彦

### File17 「ヴァージン・サマー」
1999年7月28日
- 出演　佐藤千寿子　・　三浦絵理子　沖弥生　折田みゆき
- 脚本　大良美波子　　脚色　根田真児
- 演出　里内英司

### File18 「ゴーストがくれた夏」
1999年8月4日
- 出演　国仲涼子
- 脚本　根田真児
- 演出　戸田直秀

### File19 「マイ・ベストフレンド」
1999年8月11日
- 出演　山田愛子　遠藤まみ　・　折田みゆき
- 脚本　金井寛　　脚色　根田真児
- 演出　舘野和彦

### File20 国ひな夏休みSP ランキングBEST10（リクエスト総集編）
1999年8月18日
- ナレーション　梅津智史
- 構成　根田真児　江秀樹
- ディレクター　山鹿達也

### File21 「ひと夏の経験」
1999年8月25日
- 出演　菅原禄弥　・　八木沼真由子　安田良子　村田洋子
- 脚本　大良美波子　　脚色　根田真児
- 演出　戸田直秀

### File22 「ミニスカ・セーラーズ」
1999年9月1日
- 出演　松田一沙　[八木沼真由子　・　遠藤まみ
- 脚本　内村宏幸　　脚色　根田真児
- 演出　舘野和彦

### File23 「絶体絶命 エピソード2」
1999年9月8日
- 出演　松田一沙　・　国仲涼子　遠藤まみ　山田愛子　／　堺雅人
- 脚本　金井寛　　脚色　根田真児
- 演出　里内英司

### File24 「タカラものが眠る島」
1999年9月15日
- 出演　沖弥生　・　坂本三佳　／　石川伸一郎　中谷彰宏
- 脚本　大良美波子　　脚色　根田真児
- 演出　戸田直秀

### File25 「まだ17、もう18。」
1999年9月22日
- 出演　村田洋子　・　三浦絵理子　折田みゆき　／　玉木宏
- 脚本　根田真児　　スーパーバイザー　磯野若芽
- 演出　戸田直秀

### 最終章（総集編）
1999年9月29日
水着から素顔まで ひな娘の全部見せますSP!!
はばたけMISSIONトップアイドルへの道!!
良子・涼子の思い出のロケ地巡り
ガサ入れ娘
- ナレーション　梅津智史
- 構成　根田真児　江秀樹
- ディレクター　山鹿達也

## スタッフ
- 演出補　舘野和彦・山鹿達也
- 演出助手　佐久間宣行・中山博文
- プロデューサー補　久保田敦
- シニアプロデューサー　斧賢一郎
- プロデューサー　関光晴
- 技術協力　テクノマックス　ニユーテレス
- 美術協力　テレビ東京美術センター（現：テレビ東京アート）、テレフィット、東京衣裳、山田かつら
- 制作協力　5年D組（表示無）
- 製作著作　テレビ東京